# Michail Rodzjanko

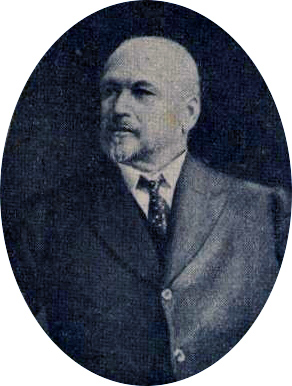
Michail Rodzjanko

Michail Vladimirovitsj Rodzjanko (Russisch: Михаи́л Влади́мирович Родзя́нко) (gouvernement Jekaterinoslav (keizerrijk Rusland), 19 maart 1859 - koninkrijk Joegoslavië, 24 januari 1924) was een Russisch politicus.

## Levensloop
Michail Rodzjanko was van adellijke afkomst. Zijn vader was een grootgrondbezitter uit de omgeving van Jekaterinoslav (Dnipro). Rodzjanko maakte carrière als cavalerieofficier van een elitekorps (tot 1914) en werd een bekende in de hofkringen. Hij was page van tsaar Alexander II en kamerheer van tsaar Nicolaas II. Na zijn militaire loopbaan ging hij in de politiek. Rodzjanko geloofde tot op zekere hoogte in een parlementair stelsel, maar was verder vrij conservatief. Daarnaast was hij een vurig monarchist. Robert K. Massie, de schrijver van Nicolaas en Alexandra omschrijft Rodzjanko als een man "wiens politieke meningen niet erg verschilden van die van een Tory-landjonker in Engeland". Hij vond medestanders in Aleksandr Goetsjkov en Dmitri Chipov. Met Goetsjkov en Chipov werd Rodzjanko een van de leiders van de Oktobristenpartij, die in 1905 werd opgericht en voorstander was van het ten uitvoer brengen van het tijdens de Eerste Russische Revolutie, door de tsaar gepresenteerde "Oktobermanifest".
Michail Rodzjanko stelde zich in april 1906 kandidaat bij de verkiezingen voor de eerste Doema (parlement). Hij werd echter verslagen. Bij de verkiezingen voor de tweede Doema, in de herfst van 1907, werd Rodzjanko echter wel gekozen. Hij nam zitting in de fractie van de Oktobristenpartij, de grootste partij in de Doema. In de Doema werkte hij nauw samen met partijgenoot Aleksandr Protopopov, de latere Russische premier.
Michail Rodzjanko werd in maart 1911, als opvolger van Goetsjkov, voorzitter van de Staatsdoema. Protopopov werd vicevoorzitter van de Staatsdoema. Ondanks het feit dat de Oktobristenpartij bij de verkiezingen van 1912 flink verloor (van 120 naar 99 zetels), bleef deze partij de grootste en kon Rodzjanko als voorzitter van de Doema aanblijven.
Tijdens de Eerste Wereldoorlog was Rodzjanko ervan overtuigd dat de monnik Raspoetin pro-Duits was en dat hij het keizerrijk te gronde richtte met zijn invloed op de tsaar en zijn familie. De opvattingen van Rodzjanko waren niet geheim en Raspoetin en tsarina Alexandra Fjodorovna werden bittere vijanden van Rodzjanko. De tsaar kon daarentegen wel overweg met Rodzjanko. In 1915 verzette hij zich tegen tsaar Nicolaas II's plan om het opperbevel van grootvorst Nicolaas Nikolajevits over te nemen. In 1916 benoemde de tsaar, in overleg met Rodzjanko, de vicevoorzitter van de Doema, Protopopov tot minister van Binnenlandse Zaken. Na korte tijd kwam Rodzjanko er echter achter dat Protopopov een volgeling van Raspoetin was. Rodzjanko kwam er ook achter dat Protopopov zijn baan als minister te danken had aan Raspoetins pressie op de tsaar.

## Februarirevolutie
Toen op 11 maart 1917 de stakingen en opstanden in Petrograd ernstige vormen begonnen aan te nemen zond Rodzjanko een telegram aan de tsaar die zich bevond in de Stavka (hoofdkwartier van het leger) te Mogiljov. De inhoud van het telegram, waarin Rodzjanko melding maakte van "anarchie" in de hoofdstad, werd door de tsaar verworpen als overdreven en een dag later ontving Rodzjanko een bericht van de tsaar dat de Doema moest worden ontbonden, Rodzjanko negeerde - na overleg met de fractievoorzitters van de partijen - het bevel van de tsaar. Op 12 maart zond Rodzjanko opnieuw een telegram waarin hij de tsaar bericht dat de revolutionaire beweging mogelijk vat zou krijgen op het leger, waarna "Duitsland zal overwinnen en de dynastie ten onder zal gaan." De tsaar antwoordde naar Petrograd te zullen terugkeren en met het leger de opstandige beweging te zullen onderdrukken. Rodzjanko meende dat de tsaar niet goed op de hoogte was van de situatie en toen hem (Rodzjanko) het bericht bereikte dat militairen zich bij de revolutionairen hadden aangesloten besloten Rodzjanko, Goetsjkov en de Constitutioneel-Democraat Pavel Miljoekov tot de oprichting van een Voorlopig Comité dat de taken van de regering zou overnemen. Het Voorlopig Comité, onder voorzitterschap van Rodzjanko, zou verantwoording moeten afleggen aan de Doema. Nog op 12 maart ging het Voorlopig Comité over tot de arrestatie van ministers die het verantwoordelijk achtte voor het verval van Rusland. Prins Nikolaj Golitsyn, de premier, trad af en Rodzjanko werd nu de facto premier van Rusland.
Rodzjanko bleef slechts enkele dagen premier. Op 15 maart 1917 werd een Voorlopige Regering gevormd, waarin ook leden van de Sociaal-Revolutionaire Partij zaten. Rodzjanko was voor hen volstrekt onaanvaardbaar als premier en prins Georgi Lvov, een lid van de Constitutioneel-Democratische Partij, werd zijn opvolger.
Rodzjanko bezocht na de troonsafstand van tsaar Nicolaas II (15 maart) met enkele minister (w.o. Kerenski en Miljoekov) grootvorst Michaël, de troonopvolger. Nicolaas had troonsafstand gedaan ten gunste van zijn jongere, relatief liberale, broer. Op advies van Rodzjanko en prins Lvov zag grootvorst Michaël ervan af om tsaar aller Russen te worden. De macht kwam volledig in handen te liggen van de Voorlopige Regering en de Sovjet van Petrograd.
Rodzjanko bleef voorzitter van de Staatsdoema, maar de rol van volksvertegenwoordiging was overgenomen door de Sovjet van Petrograd. In 1918, nadat de bolsjewieken aan de macht waren gekomen, verliet Rodzjanko Petrograd en vestigde zich op de Krim, vanwaar hij zijn steun toezegde aan het Witte Leger van generaal Anton Denikin en generaal Pjotr Wrangel. Toen het Witte Leger praktisch verslagen was, week Rodzjanko uit naar Joegoslavië. Tot zijn dood op 24 januari 1924 werd hij lastiggevallen door felle monarchisten die Rodzjanko's optreden tijdens de Februarirevolutie bekritiseerden.

## Trivia
- Michail Rodzjanko noemde zichzelf de "dikste man van Rusland".[2]
- Rodzjanko was erg religieus en was een expert in hymnenzang.[2]